# Lisna
Lisna – wieś w Polsce położona w województwie łódzkim, w powiecie skierniewickim, w gminie Kowiesy.
Lisna leży na Równinie Łowicko-Błońskiej, w północno-wschodniej części województwa łódzkiego. W odległości 3 km od osady przebiega międzynarodowa droga szybkiego ruchu E67 Warszawa – Katowice („Gierkówka”), jednak sama osada położona jest wśród pól i dojazd do niej możliwy jest tylko drogami gruntowymi.
Miejscowość leży na terenie równinnym, łagodnie pofałdowanym, na wysokości ok. 160 m n.p.m.
Lisna jest niewielką wsią zamieszkaną przez ok. 100 osób.
Na osadę składa się kilkadziesiąt typowych wiejskich jednorodzinnych, parterowych domów, zgrupowanych w kilka skupisk osadniczych.
W wiosce znajduje się ponad 100-letni dwór z parkiem krajobrazowym.
Okolicę osady stanowią głównie pola uprawne (częściowo przekształcone w zarastające młodym lasem nieużytki) oraz sady; od południowego zachodu do wsi przylega niezbyt duży kompleks leśny, sięgający do Psar i częściowo Raducza.
W latach 1975–1998 miejscowość administracyjnie należała do województwa skierniewickiego.